# Baudenkmalensemble Auguststadt
Das Baudenkmal Auguststadt ist eine Gruppe von Baudenkmalen der niedersächsischen Stadt Wolfenbüttel. Der Begriff Auguststadt wird im Verzeichnis der Baudenkmale der Stadt Wolfenbüttel so genannt. Das Verzeichnis liegt der Denkmaltopographie Stadt Wolfenbüttel bei. Der Stand der Liste ist der 1. März 1983.

## Baudenkmale in den Straßen

### Ohne Adresse
| Lage                        | Bezeichnung                                                  | Beschreibung | ID | Bild |
| --------------------------- | ------------------------------------------------------------ | ------------ | -- | ---- |
| 52° 9′ 48″ N, 10° 31′ 28″ O | Sankt-Johannis-Kirche mit Kirchhof                           |              |    |      |
| 52° 9′ 51″ N, 10° 31′ 28″ O | Hinterhäuser der Dr. Heinrich-Jasper-Straße auf der Südseite |              |    | BW   |

### Dr. Heinrich-Jasper-Straße
Die Baudenkmale Dr. Heinrich-Jasper-Straße 1, 2, 3, 4, 5, 6, 7, 10, 11, 13 befinden sich in dem Baudenkmalensemble Dammfestung.

| Lage                                                      | Bezeichnung | Beschreibung | ID | Bild |
| --------------------------------------------------------- | ----------- | ------------ | -- | ---- |
| Dr. Heinrich-Jasper-Straße 19 52° 9′ 50″ N, 10° 31′ 32″ O | Wohnhaus    |              |    |      |
| Dr. Heinrich-Jasper-Straße 21 52° 9′ 51″ N, 10° 31′ 32″ O | Wohnhaus    |              |    |      |
| Dr. Heinrich-Jasper-Straße 22 52° 9′ 51″ N, 10° 31′ 33″ O | Waisenhaus  |              |    |      |
| Dr. Heinrich-Jasper-Straße 23 52° 9′ 51″ N, 10° 31′ 31″ O | Wohnhaus    |              |    |      |
| Dr. Heinrich-Jasper-Straße 24 52° 9′ 52″ N, 10° 31′ 32″ O | Wohnhaus    |              |    |      |
| Dr. Heinrich-Jasper-Straße 25 52° 9′ 51″ N, 10° 31′ 31″ O | Wohnhaus    |              |    | BW   |
| Dr. Heinrich-Jasper-Straße 26 52° 9′ 52″ N, 10° 31′ 31″ O | Wohnhaus    |              |    |      |
| Dr. Heinrich-Jasper-Straße 27 52° 9′ 51″ N, 10° 31′ 30″ O | Wohnhaus    |              |    | BW   |
| Dr. Heinrich-Jasper-Straße 28 52° 9′ 52″ N, 10° 31′ 30″ O | Wohnhaus    |              |    |      |
| Dr. Heinrich-Jasper-Straße 29 52° 9′ 51″ N, 10° 31′ 30″ O | Wohnhaus    |              |    | BW   |
| Dr. Heinrich-Jasper-Straße 30 52° 9′ 52″ N, 10° 31′ 30″ O | Wohnhaus    |              |    |      |
| Dr. Heinrich-Jasper-Straße 31 52° 9′ 51″ N, 10° 31′ 29″ O | Wohnhaus    |              |    |      |
| Dr. Heinrich-Jasper-Straße 32 52° 9′ 52″ N, 10° 31′ 30″ O | Wohnhaus    |              |    |      |
| Dr. Heinrich-Jasper-Straße 33 52° 9′ 51″ N, 10° 31′ 29″ O | Wohnhaus    |              |    |      |
| Dr. Heinrich-Jasper-Straße 34 52° 9′ 52″ N, 10° 31′ 29″ O | Wohnhaus    |              |    |      |
| Dr. Heinrich-Jasper-Straße 35 52° 9′ 51″ N, 10° 31′ 28″ O | Wohnhaus    |              |    |      |
| Dr. Heinrich-Jasper-Straße 36 52° 9′ 52″ N, 10° 31′ 29″ O | Wohnhaus    |              |    |      |
| Dr. Heinrich-Jasper-Straße 37 52° 9′ 51″ N, 10° 31′ 27″ O | Wohnhaus    |              |    | BW   |
| Dr. Heinrich-Jasper-Straße 38 52° 9′ 52″ N, 10° 31′ 28″ O | Wohnhaus    |              |    | BW   |
| Dr. Heinrich-Jasper-Straße 39 52° 9′ 51″ N, 10° 31′ 27″ O | Wohnhaus    |              |    | BW   |
| Dr. Heinrich-Jasper-Straße 40 52° 9′ 52″ N, 10° 31′ 27″ O | Wohnhaus    |              |    | BW   |
| Dr. Heinrich-Jasper-Straße 41 52° 9′ 51″ N, 10° 31′ 26″ O | Wohnhaus    |              |    | BW   |
| Dr. Heinrich-Jasper-Straße 42 52° 9′ 52″ N, 10° 31′ 27″ O | Wohnhaus    |              |    | BW   |
| Dr. Heinrich-Jasper-Straße 43 52° 9′ 52″ N, 10° 31′ 26″ O | Wohnhaus    |              |    |      |

### Glockengasse
| Lage                                       | Bezeichnung | Beschreibung | ID | Bild |
| ------------------------------------------ | ----------- | ------------ | -- | ---- |
| Glockengasse 1 52° 9′ 48″ N, 10° 31′ 31″ O | Wohnhaus    |              |    |      |
| Glockengasse 2 52° 9′ 49″ N, 10° 31′ 29″ O | Wohnhaus    |              |    | BW   |

### Hospitalstraße
| Lage                                          | Bezeichnung | Beschreibung | ID | Bild |
| --------------------------------------------- | ----------- | ------------ | -- | ---- |
| Hospitalstraße 10 52° 9′ 49″ N, 10° 31′ 26″ O | Wohnhaus    |              |    |      |

### Jägerstraße
| Lage                                       | Bezeichnung | Beschreibung | ID | Bild |
| ------------------------------------------ | ----------- | ------------ | -- | ---- |
| Jägerstraße 2 52° 9′ 48″ N, 10° 31′ 32″ O  | Wohnhaus    |              |    |      |
| Jägerstraße 3 52° 9′ 48″ N, 10° 31′ 32″ O  | Wohnhaus    |              |    |      |
| Jägerstraße 4 52° 9′ 47″ N, 10° 31′ 31″ O  | Wohnhaus    |              |    |      |
| Jägerstraße 5 52° 9′ 47″ N, 10° 31′ 31″ O  | Wohnhaus    |              |    |      |
| Jägerstraße 6 52° 9′ 47″ N, 10° 31′ 30″ O  | Wohnhaus    |              |    |      |
| Jägerstraße 7 52° 9′ 47″ N, 10° 31′ 30″ O  | Wohnhaus    |              |    |      |
| Jägerstraße 8 52° 9′ 47″ N, 10° 31′ 29″ O  | Wohnhaus    |              |    |      |
| Jägerstraße 9 52° 9′ 47″ N, 10° 31′ 29″ O  | Wohnhaus    |              |    |      |
| Jägerstraße 10 52° 9′ 47″ N, 10° 31′ 29″ O | Wohnhaus    |              |    |      |
| Jägerstraße 11 52° 9′ 47″ N, 10° 31′ 28″ O | Wohnhaus    |              |    |      |
| Jägerstraße 12 52° 9′ 47″ N, 10° 31′ 28″ O | Wohnhaus    |              |    | BW   |
| Jägerstraße 13 52° 9′ 47″ N, 10° 31′ 28″ O | Wohnhaus    |              |    |      |
| Jägerstraße 14 52° 9′ 47″ N, 10° 31′ 27″ O | Wohnhaus    |              |    |      |
| Jägerstraße 15 52° 9′ 47″ N, 10° 31′ 27″ O | Wohnhaus    |              |    |      |
| Jägerstraße 16 52° 9′ 47″ N, 10° 31′ 27″ O | Wohnhaus    |              |    |      |
| Jägerstraße 17 52° 9′ 46″ N, 10° 31′ 27″ O | Wohnhaus    |              |    | BW   |
| Jägerstraße 20 52° 9′ 47″ N, 10° 31′ 33″ O | Wohnhaus    |              |    |      |
| Jägerstraße 21 52° 9′ 47″ N, 10° 31′ 34″ O | Wohnhaus    |              |    |      |
| Jägerstraße 22 52° 9′ 47″ N, 10° 31′ 34″ O | Wohnhaus    |              |    | BW   |

### Rosenmüllerstraße
| Lage                                              | Bezeichnung | Beschreibung | ID | Bild |
| ------------------------------------------------- | ----------- | ------------ | -- | ---- |
| Rosenmüllerstraße 1 52° 9′ 50″ N, 10° 31′ 26″ O   | Wohnhaus    |              |    |      |
| Rosenmüllerstraße 2 52° 9′ 50″ N, 10° 31′ 26″ O   | Wohnhaus    |              |    |      |
| Rosenmüllerstraße 3 52° 9′ 50″ N, 10° 31′ 27″ O   | Wohnhaus    |              |    |      |
| Rosenmüllerstraße 4 52° 9′ 50″ N, 10° 31′ 27″ O   | Wohnhaus    |              |    |      |
| Rosenmüllerstraße 5 52° 9′ 50″ N, 10° 31′ 28″ O   | Wohnhaus    |              |    |      |
| Rosenmüllerstraße 6 52° 9′ 50″ N, 10° 31′ 28″ O   | Wohnhaus    |              |    |      |
| Rosenmüllerstraße 7 52° 9′ 50″ N, 10° 31′ 28″ O   | Wohnhaus    |              |    | BW   |
| Rosenmüllerstraße 8 52° 9′ 50″ N, 10° 31′ 29″ O   | Wohnhaus    |              |    | BW   |
| Rosenmüllerstraße 9 52° 9′ 50″ N, 10° 31′ 29″ O   | Wohnhaus    |              |    |      |
| Rosenmüllerstraße 10 52° 9′ 49″ N, 10° 31′ 30″ O  | Wohnhaus    |              |    |      |
| Rosenmüllerstraße 12 52° 9′ 49″ N, 10° 31′ 31″ O  | Wohnhaus    |              |    |      |
| Rosenmüllerstraße 13 52° 9′ 49″ N, 10° 31′ 31″ O  | Wohnhaus    |              |    |      |
| Rosenmüllerstraße 14 52° 9′ 49″ N, 10° 31′ 32″ O  | Wohnhaus    |              |    |      |
| Rosenmüllerstraße 15 52° 9′ 50″ N, 10° 31′ 32″ O  | Wohnhaus    |              |    | BW   |
| Rosenmüllerstraße 15a 52° 9′ 50″ N, 10° 31′ 31″ O | Wohnhaus    |              |    | BW   |
| Rosenmüllerstraße 16 52° 9′ 50″ N, 10° 31′ 31″ O  | Wohnhaus    |              |    |      |
| Rosenmüllerstraße 17 52° 9′ 50″ N, 10° 31′ 29″ O  | Wohnhaus    |              |    | BW   |
| Rosenmüllerstraße 18 52° 9′ 50″ N, 10° 31′ 28″ O  | Wohnhaus    |              |    | BW   |

### Schleusenstraße
| Lage                                          | Bezeichnung | Beschreibung | ID | Bild |
| --------------------------------------------- | ----------- | ------------ | -- | ---- |
| Schleusenstraße 1 52° 9′ 48″ N, 10° 31′ 33″ O | Wohnhaus    |              |    | BW   |

### Töpferstraße
| Lage                                        | Bezeichnung | Beschreibung | ID | Bild |
| ------------------------------------------- | ----------- | ------------ | -- | ---- |
| Töpferstraße 1 52° 9′ 53″ N, 10° 31′ 32″ O  | Wohnhaus    |              |    | BW   |
| Töpferstraße 2 52° 9′ 53″ N, 10° 31′ 31″ O  | Wohnhaus    |              |    | BW   |
| Töpferstraße 3 52° 9′ 53″ N, 10° 31′ 31″ O  | Wohnhaus    |              |    | BW   |
| Töpferstraße 4 52° 9′ 53″ N, 10° 31′ 30″ O  | Wohnhaus    |              |    | BW   |
| Töpferstraße 5 52° 9′ 53″ N, 10° 31′ 30″ O  | Wohnhaus    |              |    | BW   |
| Töpferstraße 6 52° 9′ 53″ N, 10° 31′ 30″ O  | Wohnhaus    |              |    | BW   |
| Töpferstraße 7 52° 9′ 53″ N, 10° 31′ 29″ O  | Wohnhaus    |              |    | BW   |
| Töpferstraße 8 52° 9′ 53″ N, 10° 31′ 29″ O  | Wohnhaus    |              |    | BW   |
| Töpferstraße 9 52° 9′ 54″ N, 10° 31′ 28″ O  | Wohnhaus    |              |    | BW   |
| Töpferstraße 10 52° 9′ 54″ N, 10° 31′ 28″ O | Wohnhaus    |              |    | BW   |
| Töpferstraße 11 52° 9′ 54″ N, 10° 31′ 27″ O | Wohnhaus    | abgerissen   |    | BW   |
| Töpferstraße 12 52° 9′ 54″ N, 10° 31′ 27″ O | Wohnhaus    | abgerissen   |    | BW   |